# Raikot
Raikot é uma cidade  no distrito de Ludhiana, no estado indiano de Punjab.

## Geografia
Raikot está localizada a 30° 39′ N, 75° 36′ L. Tem uma altitude média de 235 metros (770 pés).

## Demografia
Segundo o censo de 2001, Raikot tinha uma população de 24,738 habitantes. Os indivíduos do sexo masculino constituem 53% da população e os do sexo feminino 47%. Raikot tem uma taxa de literacia de 66%, superior à média nacional de 59.5%: a literacia no sexo masculino é de 70% e no sexo feminino é de 62%. Em Raikot, 12% da população está abaixo dos 6 anos de idade.